# Donji Vakuf
Donji Vakuf es una municipalidad y localidad de Bosnia y Herzegovina. Se encuentra en el cantón de Bosnia Central, dentro del territorio de la Federación de Bosnia y Herzegovina. La capital de la municipalidad de Donji Vakuf es la localidad homónima.

## Localidades
La municipalidad de Donji Vakuf se encuentra subdividida en las siguientes localidades:
- Babin Potok
- Babino Selo
- Barice
- Blagaj
- Brda (Donji Vakuf)
- Brdo (Donji Vakuf)
- Brezičani
- Ćehajići
- Ćemalovići
- Daljan
- Dobro Brdo
- Doganovci
- Dolovi (Donji Vakuf)
- Donji Rasavci
- Đulovići
- Fakići
- Fonjge
- Galešići
- Grabantići
- Gredina
- Grič
- Guvna
- Hemići
- Jablan (Donji Vakuf)
- Jemanlići
- Karići
- Keže
- Komar
- Korenići
- Košćani
- Kovačevići (Donji Vakuf)
- Krivače
- Kutanja (Donji Vakuf)
- Ljuša
- Makitani
- Novo Selo (Donji Vakuf)
- Oborci
- Orahovljani
- Petkovići
- Piljužići
- Pobrđani (Donji Vakuf)
- Ponjavići
- Potkraj
- Pribraća
- Prisika (Donji Vakuf)
- Prusac
- Rasavci
- Rastičevo (Donji Vakuf)
- Rudina (Donji Vakuf)
- Ruska Pilana
- Šahmani
- Sandžak (Donji Vakuf)
- Šatare
- Šeherdžik
- Semin (Donji Vakuf)
- Silajdževina
- Slatina (Donji Vakuf)
- Sokolina
- Staro Selo (Donji Vakuf)
- Suhodol
- Sultanovići
- Šutkovići
- Torlakovac
- Urija
- Vlađevići
- Vrbas (Donji Vakuf)
- Vrljaj

## Demografía
En el año 2009 la población de la municipalidad de Donji Vakuf era de 14 070 habitantes. La superficie del municipio es de 320 kilómetros cuadrados, con lo que la densidad de población era de 44 habitantes por kilómetro cuadrado.